# 石島雄介
石島 雄介（いしじま ゆうすけ、1984年1月9日 - ）は、日本の元男子インドアバレーボール選手、現ビーチバレーボール選手。

## 来歴
埼玉県北葛飾郡松伏町出身。中学1年よりバレーボールを始める。深谷高校へ入学し、第32回春の高校バレーで優勝した。
筑波大学では主将を務め、2005年に大学四冠に貢献した。大学3年までのポジションはセンターであった。
2005年12月、第12回Vリーグの途中から内定選手としてVプレミアリーグの堺ブレイザーズ（現・日本製鉄堺ブレイザーズ）でプレイし、優勝に貢献し新人賞を受賞した。
2006年、夏に行われたワールドリーグで全日本代表に選ばれ、9月には海外派遣という形で、ブラジルのサンパウロ・ウィザード・タウバテーに期限付き移籍した。2006年世界選手権終了後に再びブラジルに渡るが、レンタル移籍先のサンパウロ・ウィザード・タウバテーの休部のため、移籍先チームをウルブラに変更。労働ビザ取得後、外国人選手として正式に試合に出場した。2007年4月にブラジルから帰国し、再び堺ブレイザーズでプレイしている。
2011年10月19日から、ミズノとバレーボール関連アドバイザリープロスタッフ契約を締結。
2015年11月24日、井上裕介と共にVリーグ通算230試合を達成し、Vリーグ栄誉賞の表彰基準を達成。
2016年10月、堺ブレイザーズは石島の今季限りでの退団とビーチバレーボール転向を発表した。
2017年4月、トヨタ自動車ビーチバレーボール部に移籍し、5月に開催されるVマッチ・ビーチバレーボール大会 in おおたでビーチバレーボール転向後の初試合を行う。
2020年東京オリンピックには白鳥勝浩とペアを組んで出場したが1次リーグ敗退となった。
2024年12月、トヨタ自動車ビーチバレーボール部を退団。
2025年1月、現役選手を継続しながらも、福岡ウイニングスピリッツのアシスタントコーチに就任した。

## 人物
- 中学時代に合宿に参加した際、友人に「ゴッツいな」といわれたのがきっかけでゴッツというニックネームになった。本人もこのニックネームを気に入っており、「どんどんゴッツと呼んで欲しい」と言っている。
- 上記の理由でユニフォームの表記はGOTTSUとしていた。
- プロゴルファーの石川遼の中学の先輩にあたり、石島が学校の講演会に訪れた際に、座右の銘である「汗は人を裏切らない」という言葉に石川は感銘を受けた。講演会が終わった後、石川が「握手してください」と手を伸ばすと、「おお、頑張れよ！」と握手した。石川は「頑張れよ」の言葉に力をもらったと語っている。（2009年11月21日グラチャンバレーの選手紹介より）

## 球歴
- 全日本代表 - 2006年-
  - オリンピック - 2008年
  - 世界選手権 - 2006年
  - ワールドカップ - 2007年

## 受賞歴
- 2006年 - 第12回Vリーグ 新人賞
- 2007年 - ワールドカップ 新人賞
- 2010年 - 2009/10 V・プレミアリーグ ベスト6
- 2011年 - 2010/11 V・プレミアリーグ 最高殊勲選手賞 ベスト6
- 2011年 - 第60回記念黒鷲旗全日本選抜大会 ベスト6
- 2013年 - 第62回黒鷲旗全日本選抜大会 ベスト6

## 所属チーム
- 松伏二中
- 深谷高校
- 筑波大学

- 堺ブレイザーズ（2006-2017年）
  -  サンパウロ・ウィザード・タウバテー（2006年）
  -  ウルブラ（2006-2007年）

- トヨタ自動車ビーチバレーボール部（2017-2024年）